# Adorable Voisine (film, 1953)
Ne doit pas être confondu avec L'Adorable Voisine.
Pour plus de détails, voir Fiche technique et Distribution.
Adorable Voisine (titre original : The Girl Next Door), est une comédie musicale américaine en technicolor réalisée par Richard Sale, sortie en 1953.

## Synopsis
Jeannie Laird, artiste de music-hall célèbre, belle et pétillante, vient d'acheter sa première maison. Lors de la pendaison de crémaillère, la gaieté des invités est perturbée par ce qui se passe chez le voisin d'à côté, Bill Carter, un dessinateur de bandes dessinées, veuf et père d'un garçon de dix ans, Joe. Bill et Jeannie vont bientôt tomber amoureux, au grand mécontentement de Joe, qui se sent délaissé par son père...

## Fiche technique
- Titre original : The Girl Next Door
- Titre français : Adorable Voisine
- Réalisation : Richard Sale
- Musique :
- Scénario : Isobel Lennart, Ladislaus Bus-Fekete, Mary Helen Fay
- Production : Twentieth Century Fox
- Producteur : Robert Bassler
- Pays de production : États-Unis
- Langue : anglais américain
- Genre : comédie musicale psychologique
- Format : Technicolor - 35 mm - 1.37 : 1 - Son : Mono (Western Electric Recording)
- Durée : 92 min
- Dates de sortie : 
  - États-Unis : 13 mai 1953
  - France : 24 avril 1952
  - Belgique : 6 août 1954

## Distribution
- June Haver : Jeannie Laird
- Dan Dailey : Bill Carter
- Dennis Day : Reed Appleton
- Billy Gray : Joe Carter
- Cara Williams : Rosie Green
- Natalie Schafer : Evelyn
- Clinton Sundberg : Samuels
- Hayden Rorke : Henry Fields
- Mary Jane Saunders : Kitty
- Charles Wagenheim : le ferrailleur
- May Wynn (non créditée) : Mitzi